# Aïn Torki
Aïn Torki (în arabă عين التركى) este o comună din provincia Aïn Defla, Algeria.
Populația comunei este de 9.546 de locuitori (2008).